# Deyeh
Deyeh (persiska: ديه) är en ort i Iran.   Den ligger i provinsen Mazandaran, i den norra delen av landet, 130 km nordost om huvudstaden Teheran. Deyeh ligger 13 meter över havet och antalet invånare är 237.
Terrängen runt Deyeh är platt. Runt Deyeh är det tätbefolkat, med 286 invånare per kvadratkilometer. Närmaste större samhälle är Babol, 18,2 km öster om Deyeh. Trakten runt Deyeh består till största delen av jordbruksmark.